# Хамелеон (фильм, 2010)
«Хамелеон» (фр. Le Caméléon, англ. Chameleon) — фильм 2010 года режиссёра Жана-Поля Саломе. Его сюжет основан на истории жизни проходимца и самозванца Фредерика Бурдена. События, которые положены в основу картины, отличаются от реальных лишь тем, что не совпадают даты, и место действия было перенесено в Батон-Руж, штат Луизиана.

## Сюжет
Молодой человек в Испании сбривает волосы и обращается в полицию. Он утверждает, что является 16-летним подростком из Луизианы по имени Николас Марк Рэндалл, который считался пропавшим без вести в течение четырёх лет. Парень сообщил, что его похитили поставщики несовершеннолетних для индустрии детской проституции, которые изменили его внешний вид, в том числе и цвет глаз.
Он воссоединился со своей семьей, которая сразу же заподозрила молодого человека в подлоге. Его мать и сводный брат Брендан, похоже, вообще не верят в то, что это Николас, ведь он вовсе не похож на мальчика, да к тому же говорит с подозрительным французским акцентом. Его сестра Кэти принимает историю проходимца без колебаний и, в конечном итоге, его потенциальная мать также делает вид, что примиряется с мыслью, что парень, возможно, действительно является Николасом. Между тем становится ясно, что семья скрывает ужасную тайну и постепенно выясняется, что же случилось с Николасом на самом деле — настоящий Николас, предположительно, был убит сводным братом Бренданом много лет тому назад. Агент ФБР Дженнифер Джонсон уверена, что парень является самозванцем и лжёт. Тест ДНК подтверждает её предположения.

## В ролях
| Актёр              | Роль                                   |
| ------------------ | -------------------------------------- |
| Марк-Андре Гронден | Фредерик Фортен / Николас Марк Рендалл |
| Фамке Янссен       | Дженнифер Джонсон                      |
| Эмили Де Рэвин     | Кэти                                   |
| Ник Стал           | Брендан                                |
| Эллен Баркин       | Кимберли Миллер                        |
| Брайан Герати      | Брайан Дженсен                         |
| Ксавье Бовуа       | жандарм                                |

## Критика
Фильм вызвал смешанные отзывы критиков, с перевесом в сторону отрицательных. Рецензенты разошлись в своих оценках: некоторые из них считали, что образ Бурдена неубедителен, а игра Марка-Андре Грондена откровенно слабая, другие же, наоборот, сочли работу актёров в этом фильме блестящей.
Стивен Холден из The New York Times сказал, что фильм почти не затрагивает центральную проблему того, что Николас является самозванцем, за исключением «неудовлетворительного и сентиментального завершения фильма».